# Gerhard Streminger
Gerhard Streminger (* 26. März 1952 in Graz) ist ein österreichischer Philosoph.

## Leben
Streminger studierte ab 1970 Philosophie und Mathematik in Graz, Göttingen, Edinburgh und Oxford. Von 1975 bis 1997 war er am Institut für Philosophie der Universität Graz beschäftigt, wo er 1978 zum Doktor der Philosophie sub auspiciis Praesidentis rei publicae promovierte.
Drei Jahre später lehrte Streminger als Visiting Professor an der University of Minnesota in Minneapolis. 1984 habilitierte er sich für das Fach Philosophie, und ihm wurde 1995 der Titel eines Universitätsprofessors verliehen.
Streminger erhielt mehrere Auszeichnungen: 1974 ein Stipendium des Deutschen Akademischen Auslandsdienstes und 1978 ein solches des British Council. 1991/92 setzte er als Humboldt-Stipendiat seine Forschungen an der Ruhr-Universität Bochum fort.
Streminger gilt als engagierter Naturalist. Er ist Mitglied des wissenschaftlichen Beirats der Giordano Bruno Stiftung, des Hans Albert Instituts und des Humanistischen Verbands Österreichs sowie Unterstützer des Berta von Suttner-Studienwerks.

## Werk
Streminger hat sich als Herausgeber und Übersetzer der Werke von David Hume einen Namen gemacht. Seine Biografien und Kommentare zu Hume und Adam Smith gehören zu den deutschsprachigen Standardwerken. So stand das Buch über Adam Smith auf der Spiegel-Bestsellerliste und wurde 2018 als Wissenschaftsbuch des Jahres nominiert. Daneben veröffentlichte er auch eine Reihe von Aufsätzen über die beiden schottischen Philosophen. Sein philosophisch wichtigstes Werk Gottes Güte und die Übel der Welt befasst sich ausführlich mit dem Theodizeeproblem.

## Publikationen
- David Hume. Eine Untersuchung über die Prinzipien der Moral. (Übersetzung und Herausgabe) Stuttgart: Reclam-Verlag 1984, Neuausgabe 2012 mit einem Nachwort von Frank Brosow
- David Hume. Mit Selbstzeugnissen und Bilddokumenten. Reinbek: Rowohlt 1986, 2.üb. Aufl. 1992, 3. Aufl. 2003, 4. leicht üb. Aufl. 2011
- Adam Smith. Mit Selbstzeugnissen und Bilddokumenten. Reinbek: Rowohlt 1989, 2. Aufl. 1999 (Neuauflage: Rowohlt e-book 2022)
- Gottes Güte und die Übel der Welt. Das Theodizeeproblem. Tübingen: Mohr 1992, 2., überarbeitete Auflage 2016 (italienische Übersetzung: EffeElle Editori 2006, 2. Auflage (gekürzt), Rom: Aracne 2009)
- David Hume. Sein Leben und sein Werk. Paderborn: Schöningh ²1994. – 3., (durchges. & leicht veränd.) Aufl.: UTB 1995
- David Hume: Eine Untersuchung über den menschlichen Verstand. Ein einführender Kommentar. Stuttgart: UTB 1995
- Der natürliche Lauf der Dinge. Essays zu Adam Smith und David Hume. Marburg: Metropolis 1995
- Von der Güte Gottes und die Leiden der Welt. Ein Überblick über das Theodizeeproblem. In: Aufklärung und Kritik 1/2003 (online)
- ECCE TERRA. Zur englischen Gartenkunst. Weitra: Bibliothek der Provinz 2013, ISBN 978-3-99028-243-4.
- David Hume zum 300. Geburtstag (Herausgabe) Schwerpunktausgabe von Aufklärung und Kritik, Nr. 1/2011 (Prolog und Vorwort von Streminger online; PDF; 57 kB)
- Die Vernunft ist die Sklavin der Leidenschaften und soll es sein (David Hume), in: Aufklärung und Kritik, 3/2011, S. 50–53.
- David Hume. Der Philosoph und sein Zeitalter. München: C.H.Beck, 2011. Überarbeitete Neuauflage: 2017. Dritte, durchgesehene Auflage: 2024, ISBN 978-3-406-61402-6.
- DALRIADA. Ein schottisches Märchen. Graz: Leykam 2015, ISBN 978-3-7011-7951-0.
- Die Fremde. Roman. Wien: Braumüller 2016.
- Adam Smith. Wohlstand und Moral. Eine Biographie. München: C.H.Beck, 2017, ISBN 978-3-406-70659-2.
- Die Welt gerät ins Wanken. Das Erdbeben von Lissabon im Jahre 1755 und seine Nachwirkungen auf das europäische Geistesleben. Ein literarischer Essay. Alibri Verlag 2021, ISBN 978-3-86569-346-4.
- Adam Smith. Rowohlt e-book 2022. ISBN 978-3-644-01632-3.